# Adam Albert von Neipperg
Adam Albert von Neipperg, avstrijski general, veleposlanik in izumitelj, * 8. april 1775, Dunaj, † 22. februar 1829, Parma.
Njegov največji diplomatski uspeh je bila pridobitev Švedske za boj proti Napoleonu. Znan je pa tudi po izumu stroja za kopiranje pisem.